# Jean Le Jau
Jean Le Jau né le 6 janvier 1570 à Évreux et morte au même endroit le 14 novembre  1631 fut vicaire général de la cathédrale d'Évreux en Normandie.

## Publications
- Cabinet Royal de l'Espoux, meublé par son Epouse. Avec le Iardin Spirituel. Divisé en huit Discours… Ausquel est adjousté l'Oraison Funèbre dudit Sr. Le Iau, par N. Hebert, Chanoine théologal d'Evreux. À Évreux, Chez Nicolas Hamillon, Imprimeur Libraire, à la grande rüe près l'Espine, 1631.

Cet ouvrage rare est une description idéale, mystique et morale de la femme entrée en religion. Imprimé à Évreux, il est adressé aux sœurs Ursulines de cette ville. C'est un code de comportement qui développe à partir d'allusions aux choses concrètes de la vie quotidienne et dans un langage poétique plein d'images et d'allégories, ce que doit être la vie d'une religieuse.